# Domicilio fiscale
Il domicilio fiscale è un concetto di natura tributaria ed individua il luogo dal quale la legge fiscale fa discendere la competenza degli uffici tributari e al quale devono essere indirizzate le notifiche previste dalla legge a fini tributari. 

## Definizione
Come sottolineato in un quesito dell'Agenzia delle entrate, il domicilio fiscale è definito dall’articolo 58 del decreto del Presidente della Repubblica 29 settembre 1973, n. 600.  
“Agli effetti dell'applicazione delle imposte sui redditi ogni soggetto si intende domiciliato in un comune dello Stato, giusta le disposizioni seguenti. 
Le persone fisiche  residenti nel territorio dello Stato hanno il domicilio fiscale nel comune nella cui anagrafe sono iscritte. 
Quelle  non residenti hanno il domicilio fiscale nel comune in cui si è prodotto il reddito o, se il reddito è prodotto in più comuni, nel comune in cui si è prodotto il reddito più elevato.
I cittadini italiani, che risiedono all'estero in forza di un rapporto di servizio con la  pubblica amministrazione, nonché quelli considerati residenti ai sensi dell'articolo 2, comma 2-bis, del testo unico delle imposte sui redditi,    approvato con decreto del Presidente della Repubblica 22 dicembre 1986, n. 917, hanno il domicilio fiscale nel comune di ultima residenza nello Stato.

I soggetti  diversi dalle persone fisiche hanno il domicilio fiscale nel comune in cui si trova la loro sede legale o, in mancanza, la sede amministrativa; se anche questa manchi,   essi hanno il domicilio fiscale nel comune ove è  stabilita una sede secondaria o una stabile organizzazione e in mancanza nel comune in cui esercitano prevalentemente la loro attività.”
Per gli ex-residenti del comune di Campione d'Italia si applicano regole particolari definite dall’articolo 188-bis del TUIR (introdotto dall’articolo 2, comma 25, del decreto-legge 3 ottobre 2006, n. 262, convertito, con modificazioni, dalla legge 24 novembre 2006, n. 286).

## Descrizione
Data l'impostazione di un modello fiscale improntato al principio di residenza, stante la pluralità di fonti di reddito e la rispettiva variabilità geografica delle stesse, occorre stabilire un luogo specifico in cui localizzare il contribuente, sia ai fini della competenza degli uffici tributari, sia ai fini delle notifiche. 
Inoltre il domicilio fiscale è rilevante per la competenza di quei reati a carattere fiscale per i quali la legge individua il luogo di commissione del reato nel domicilio fiscale. 
A differenza del domicilio civile (art. 43 cc), il domicilio fiscale riguarda anche i soggetti non persone fisiche.
Per le persone fisiche iscritte all'anagrafe dei residenti il domicilio fiscale è nel comune in cui sono iscritti; per le persone fisiche non residenti, tassate sulla base del principio della fonte, il domicilio fiscale è nel comune il cui è prodotta la parte prevalente del reddito.
Per coloro che lavorano all'estero per l'Amministrazione pubblica o hanno trasferito la residenza in uno dei paesi della lista nera di cui al D.M. 4 maggio 1990, il domicilio fiscale è nell'ultimo comune di iscrizione all'anagrafe.
Per i soggetti non persone fisiche, il domicilio fiscale è stabilito sulla base dei seguenti criteri nell'ordine in cui sono elencati:
- sede legale
- sede amministrativa
- sede secondaria o stabile organizzazione
- comune in cui si svolge l'attività prevalente

È stabilito per legge e, di norma, inderogabile. Nel diritto italiano, però, l'Amministrazione può, d'ufficio o a seguito di istanza motivata di parte, stabilire il domicilio fiscale nel luogo in cui il contribuente svolge l'attività principale o in cui ha la sede amministrativa.